# 黎纪源
黎纪源（1936年—），男，广东东莞人，中国举重运动员。曾在第一届新兴力量运动会上打破56公斤级抓举世界纪录。